# I Nyoman Windha
I Nyoman Windha es uno de los músicos y compositores contemporáneos más destacados de música balinesa de gamelán.
Graduado del Instituto Nacional de Artes (ISI) en Denpasar, Bali, Windha ha sido miembro de la facultad desde 1985. Ha compuesto docenas de composiciones para el gamelán balinés en muchos géneros, pero principalmente en estilo kebyar. Sus composiciones, como Puspanjali (1989), han sido incorporadas al repertorio estándar de los grupos balineses y muchas han ganado premios en el concurso anual de gamelán de Bali.
La música de Windha es conocida por sus hermosas melodías, la incorporación de formas y estilos del gamelán javanés, y otras innovaciones como el uso del 3/4. Ha viajado y enseñado extensamente por todo el mundo.